# Georges Caussade
Georges Paul Emilien Alphonse Caussade (Port Louis (Mauritius), 20 november 1873 – Chanteloup-les-Vignes, 5 augustus 1936) was een Frans componist en muziekpedagoog.

## Levensloop
Caussade was vanaf 1905 docent voor contrapunt aan het Conservatoire national supérieur de musique te Parijs. Sinds 1921 gaf hij lessen voor fuga. In 1931 publiceerde hij het muziektheoritisch boek Technique de l'harmonie (Parijs, Ed.Lemoine) dat aan het conservatorium een leidraad werd. Hij huwde met de componiste en pianiste Simone Plé-Caussade (1897-1986), die hem opvolgde als professor aan het Conservatoire national supérieur de musique in 1928.
Tot zijn bekendste leerlingen behoren: Jehan Alain, Georges Auric, Elsa Barraine, Lili Boulanger, Georges Dandelot, Maurice Duruflé, Wiebke Hoogklimmer, Georges Hugon, Tomojiro Ikenouchi, Eugène Lapierre, Jeanne Leleu, Gaston Litaize, Olivier Messiaen, Robert Planel, Jean Rivier, Germaine Tailleferre, Georges-Émile Tanguay, Henri Tomasi, Marcel Tournier en Andrée Vaurabourg.

## Composities
- Selgar et Moina
- La Légende de Saint George

## Publicaties
- Technique de l'harmonie - Traite de l'harmonie - Analyse et réalisation, par l'auteur, des basses et des chants,  Editions Lemoine, Paris, 1931.